# Barry Howard
Barry Frederick Howard (ur. 9 lipca 1937 w Nottingham, zm. 28 kwietnia 2016) – brytyjski aktor teatralny i telewizyjny. Szeroką popularność wśród brytyjskiej publiczności zdobył przede wszystkim za sprawą serialu komediowego Hi-de-Hi!, w którym grał w latach 1980–1986.
Po odbyciu zasadniczej służby wojskowej w Royal Navy, Howard postanowił podjąć naukę w szkole teatralnej w Birmingham. Nie zdołał uzyskać stypendium i musiał samodzielnie pokrywać koszty nauki, w związku z czym przez dwa lata pracował jako pracownik techniczny teatru. W latach 60. i 70. stał się wziętym artystą teatralnym, specjalizującym się w popularnych wówczas wśród brytyjskich widzów pantomimach, najczęściej w konwencji baśniowej komedii. W tamtym okresie jest stałym scenicznym partnerem został John Inman, zaś numerem popisowym duetu stały się role pary okropnych sióstr.
W 1980 David Croft, za którego sprawą Inman został wcześniej gwiazdą serialu Are You Being Served?, obsadził Howarda w swoim nowym serialu Hi-de-Hi!. Howard grał tam nieco już podstarzałego mistrza tańca, zdecydowanie zdominowanego przez swą wyniosłą żonę i zarazem partnerkę z parkietu, wraz z którą pracuje jako animator i instruktor w ośrodku wczasowym. Odszedł z serialu w roku 1986, po siódmej z jego dziewięciu serii. Wrócił do występów w teatrze, choć pojawiał się także gościnnie w takich produkcjach telewizyjnych jak Terry and June, Pan wzywał, milordzie?, The House of Windsor, Dad, Beautiful People czy Doktor Who. W 2009 powrócił do swego bohatera z Hi-de-Hi!, grając go w opartej na serialu produkcji teatralnej.